# Déficit de liberté
Le déficit de liberté est un terme inventé par un groupe d'universitaires arabes pour le Rapport sur le développement humain arabe du Programme des Nations unies pour le développement en 2002. Tel que défini dans le rapport, un déficit de liberté existe lorsqu'il y a « un retard substantiel entre les pays arabes et les autres régions en termes de gouvernement participatif », où « liberté » est ainsi synonyme de « démocratie. »

## Description du concept
Une mesure du déficit de liberté est calculée en évaluant la participation politique et la responsabilité, la liberté d'expression et la corruption politique. Le Rapport arabe sur le développement humain de 2002 a tenté de tenir compte du fait que la région arabe a de mauvais scores sur l'indice de développement humain, mais ne souffre pas des mêmes malheurs économiques que des nations similaires. Ces universitaires ont postulé trois déficits : la liberté, l'autonomisation des femmes et la connaissance.
Depuis 2002, le terme est utilisé par les politiciens et les experts. Peu de temps après l'invasion de l'Irak en 2003, le sous-secrétaire américain à la Défense, Douglas J. Feith, a noté qu'une fois libéré de Saddam Hussein, l'Irak ne souffrirait plus d'un déficit de liberté. Le président américain George W. Bush a reconnu le rôle des nations occidentales dans la contribution au déficit de liberté au Moyen-Orient. Le conservateur American Enterprise Institute a publié un document en 2004 défendant la guerre contre le terrorisme comme étant cruciale pour mettre fin au déficit de liberté. La secrétaire d'État Condoleezza Rice a utilisé le terme en décembre 2006 lors d'une conférence de presse sur le conflit israélo-palestinien pour décrire le « problème central » du Moyen-Orient.
Au-delà du Moyen-Orient, le blogueur libertaire John Pugsley a appliqué le terme à la Chine, notant que le déficit commercial entre les États-Unis et la Chine est en réalité le résultat d'un déficit de liberté en Chine.